# Narail
Narail este un oraș din Bangladesh.